# Scott Miller
Scott Miller (Australia, 21 de febrero de 1975) es un nadador australiano retirado especializado en pruebas de estilo mariposa, donde consiguió ser subcampeón olímpico en 1996 en los 100 m mariposa.

## Carrera deportiva
En los Juegos Olímpicos de Atlanta 1996 ganó la medalla de plata en los 100 metros mariposa, con un tiempo de 52.53 segundos, tras el ruso Denis Pankratov que batió el récord del mundo con 52.27 segundos, y por delante de otro ruso Vladislav Kulikov; además ganó el bronce en los relevos de 4x100 metros estilos, tras Estados Unidos y Rusia (plata).